# Luftangriff auf Bruchsal
Der Luftangriff auf Bruchsal wurde am 1. März 1945  von der 41st Bombardment Wing der 8th Air Force durchgeführt. Die Stadt Bruchsal wurde dabei weitgehend zerstört.

## Die Angreifer und die Vorbereitung des Angriffs

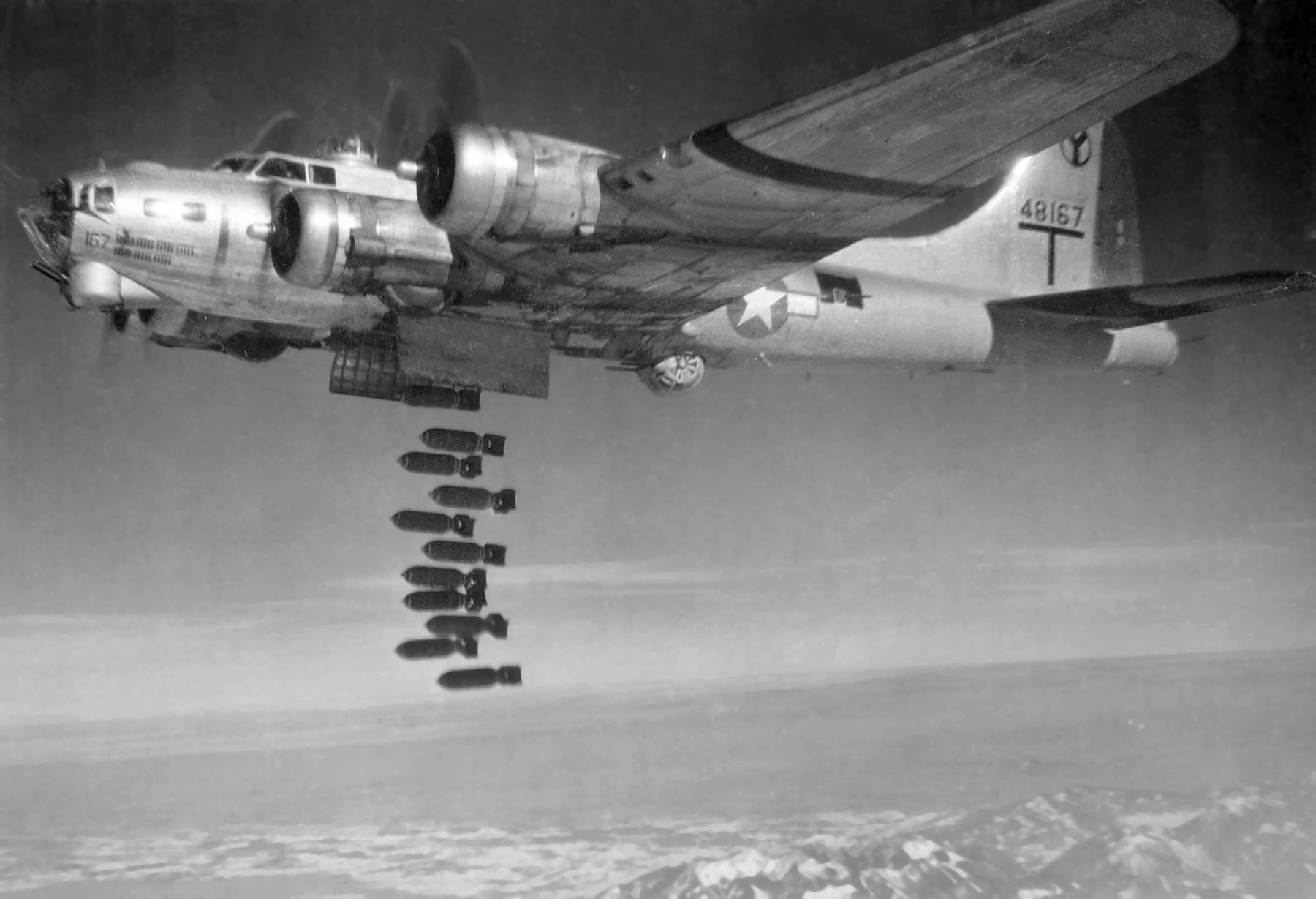
B-17 „Flying Fortress“ beim Bombenwurf

Für den Angriff auf Bruchsal war die 41st Bombardment Wing der 8th Air Force vorgesehen. Diesem standen für den Angriff 116 Flugzeuge zur Verfügung.
Am Vormittag des 1. März 1945, im Zeitraum zwischen 9.30 Uhr und 11.00 Uhr, hoben die Flugzeuge des 41st Bombardment Wing der 8th Air Force von ihren Stützpunkten in England ab. Dieser Prozess dauerte rund ca. 30 bis 40 Minuten. Alle aufsteigenden Maschinen flogen zum Sammelplatz des Geschwaders über der Stadt Northampton und kreisten dort, bis das Geschwader komplett über dem Sammelplatz eingetroffen war. Von dort flog der Verband in den Süden Englands. Über dem Ärmelkanal gliederte sich der Verband in einen Bomberstrom ein, der rund 1000 alliierte Flugzeuge umfasste. Südwestlich von Straßburg lösten sich die einzelnen Verbände des Bomberstroms auf, um ihre zugewiesenen Ziele anzufliegen. Die 41st Bombardment Wing begann den Anflug auf Bruchsal. Der Endanflug auf Bruchsal begann über einen Ablaufpunkt (IP = Initial Point). Die Funktion eines Ablaufpunktes liegt darin, den genauen Kurs, die Fluggeschwindigkeit über Grund, die Flughöhe und die Zeit bis zum Ziel gemessen von diesem Punkt festzulegen und kontrollieren zu können. Für den Angriff auf Bruchsal war der Ort Pfalzgrafenweiler bei Freudenstadt vorgesehen worden. Die ersten Spitzen des Verbandes erreichten den Ablaufpunkt um 13.32 Uhr.

## Das Bombardement

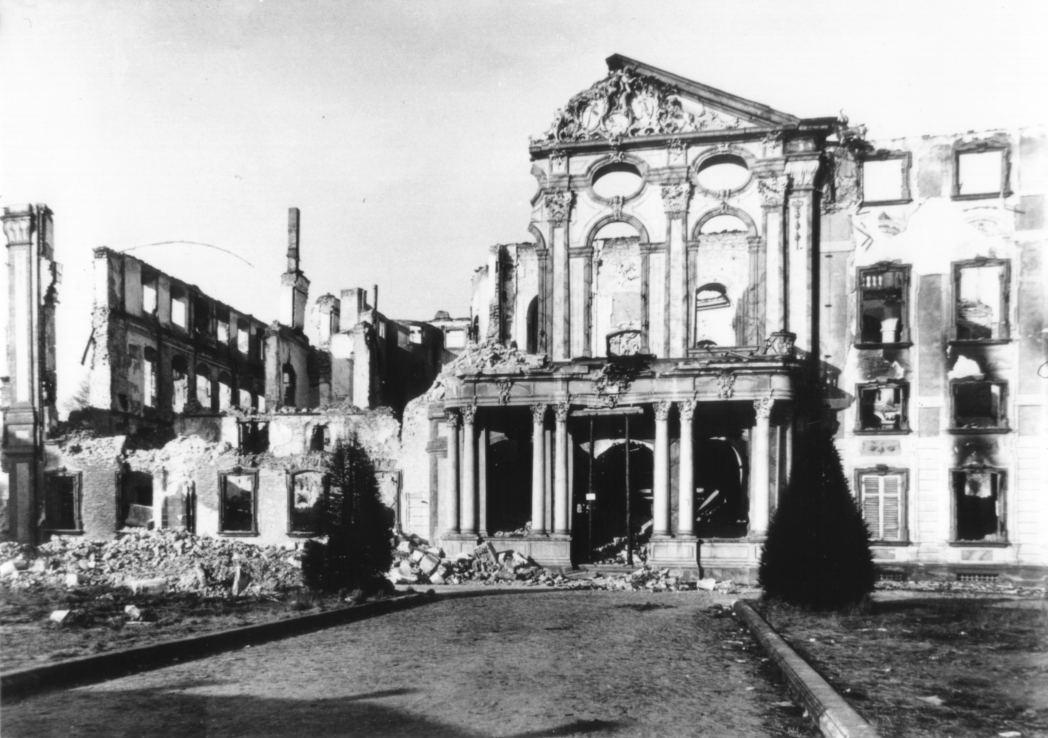
Schloss Bruchsal

Das Bombardement begann um 13:53 Uhr aus einer Höhe von 6500 Metern. Der Angriff dauerte bis 14:35 Uhr. Innerhalb von 42 Minuten wurden über Bruchsal 901 Sprengbomben und 49.500 Stabbrandbomben abgeworfen.
Das Zielgebiet des Angriffs auf Bruchsal stellte im Wesentlichen das dichtbesiedelte Stadtzentrum – insbesondere die Altstadt – dar. In diesem Gebiet wurden durch die Druckwellen der Explosionen der Sprengbomben zunächst die Dächer aufgerissen. Danach wurden mehr als 49.500 Stabbrandbomben über dem Stadtgebiet abgeworfen, die nun in die aufgerissenen Dachstühle der Häuser fielen und diese innerhalb kürzester Zeit in Vollbrand versetzten. Die vielen entstandenen Einzelbrände weiteten sich sehr schnell zu einem Flächenbrand aus.

## Opfer und Schäden
Dem Angriff fielen mehr als 1.000 Menschen zum Opfer. Die Innenstadt wurde hierbei zu rund 90 % zerstört. Auch zahlreiche historische Bauten, darunter das Bruchsaler Schloss, wurden bei dem Angriff zerstört.